# Altausseer See
Der Altausseer See (auch Altausseersee) ist ein Bergsee am Südwestfuß des Toten Gebirges im steirischen Teil des Salzkammergutes. Er liegt auf 712 m ü. A. Am Westufer befindet sich das Ortszentrum der Gemeinde Altaussee. Der Ablauf des Altausseer Sees ist die Altausseer Traun, die über die Traun in die Donau entwässert. Der See bietet mit seinen weitgehend unverbauten Ufern mit angrenzenden Feuchtgebieten Lebensräume für viele Tier- und Pflanzenarten und steht seit 1959 unter Naturschutz. Der Altausseer See im Besitz der Österreichischen Bundesforste ist wegen seiner schönen Lage ein beliebtes Ausflugsziel. Jedes dritte Jahr findet am Altausseer See das Narzissenfest, Österreichs größtes Blumenfest, statt.

## Geographie
Der See ist hufeisenförmig von Bergen des Toten Gebirges umgeben. Im Norden befindet sich der Loser (1873 m ü. A.), der mit seinen Flanken steil zum Seeufer abfällt, im Osten die Trisselwand (1754 m ü. A.) mit ihrer markanten, rund 600 Meter hohen Felswand. Am Nordostufer, an der Seewiese, beginnt ein Trogtal, das über den Hochklapfsattel auf das Plateau des Toten Gebirges führt. Im Süden schließt sich der Tressenstein (1201 m ü. A.) an. Im Westen befindet sich der Ort Altaussee im Hügelland des Ausseer Beckens. Die Ufer sind vor allem im Norden felsig und steil, sonst teilweise kiesig und flach und weitgehend unverbaut. Der von Westsüdwest nach Ostnordost langgestreckte See hat eine Länge von 2,6 km und eine maximale Breite von 1 km. Die Oberfläche beträgt etwa 2,1 km², die durchschnittliche Tiefe ist 35 m. Die Seewanne hat bis auf den nordöstlichen Bereich steil abfallende Hänge. Erst ab etwa 40 m Tiefe nimmt das Gefälle allmählich ab und eine relativ großflächige Bodenzone mit einer maximalen Tiefe von 53 m breitet sich aus. Die tiefste Stelle ist ein Quelltrichter in der Nähe des Nordufers mit 73 m Tiefe. Das Wasservolumen beträgt 72,7 Millionen Kubikmeter.
Der See ist über die Altausseerstraße L702 erreichbar. Um den See führt der 7,4 km lange Rundwanderweg Uferpromenade. Im Winter ist ein Großteil des Rundwegs – zwischen dem Strandcafé und Kaltenbrunn – sicherheitshalber gesperrt, weil kein Winterdienst erfolgt und Lawinen und Steinschlag (ausgelöst durch Frost und Auftauen) Gefahren bilden.

## Hydrologie

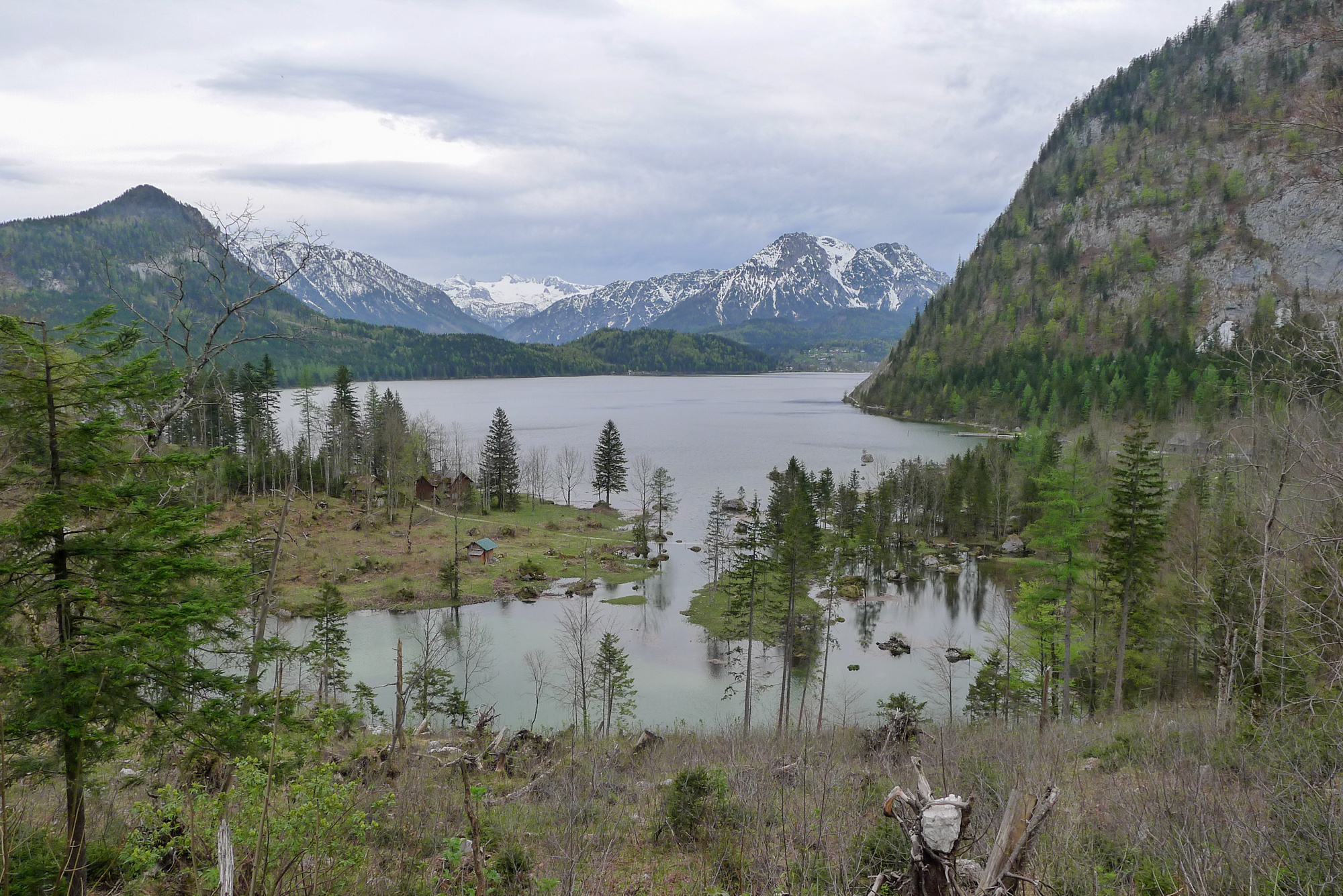
Der See bei Hochwasser mit überschwemmter Seewiese im April 2012

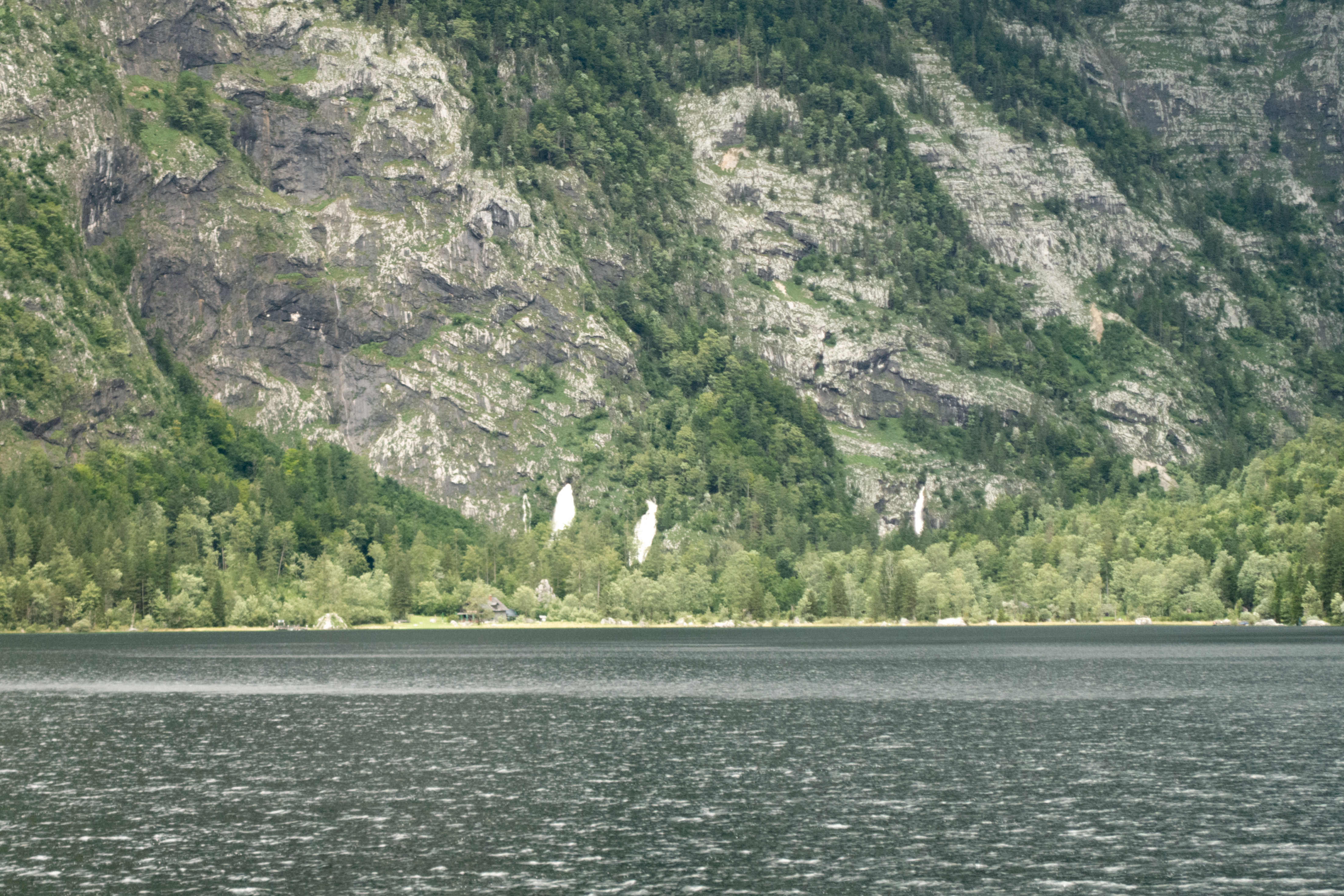
4 aktive Lurlöcher oberhalb der Seewiese (2023)

Das hydrologische Einzugsgebiet des Altausseer Sees hat eine Gesamtfläche von 54 km² und liegt zur Gänze im Toten Gebirge. Die Speisung des Sees erfolgt überwiegend durch Karstquellen am Seegrund, die ihm aus dem Schutt und aus Gesteinsklüften unterirdisch zufließen. Diese Quellen weisen eine mittlere Gesamtschüttung von 3750 l/s auf. Die wenigen kleinen Quellaustritte an den Ufern haben eine Gesamtschüttung von etwa 20 l/s. Der Altausseer See weist auch die für Karstquellen typischen Schüttungsschwankungen auf. Das kleine Toteisloch des Ostersees im Nordosten wird vom Grundwasser gefüllt, das mit dem Seespiegel des Altausseer Sees korrespondiert. Die Altausseer Traun verlässt im Südwesten bei der Seeklause den See, wo eine Brücke über den Ausfluss führt. Sie bahnt sich ihren Weg zwischen der Felsbarriere des Plattenkogels und dem Schwemmkegel des Augstbaches, der den See aufstaut.
Ursprünglich mündete der Augstbach 250 m nördlich des Seeausflusses in den Altausseer See. Das Bachbett wurde bereits vor 1530 künstlich verlegt, sodass der Augstbach seitdem westlich am Altausseer See vorbeifließt und erst 150 m unterhalb des Seeausflusses in die Traun mündet. Er wurde umgeleitet, da aus dem Salzbergwerk über diesen Bach immer wieder salzhaltiges Wasser in den See gelangte.
Nach ergiebigen Regenfällen lässt sich im Bereich der Seewiese ein als „die Liagern“ (auch Lurlöcher genannt) bekanntes karsthydrologisches Phänomen beobachten, das durch mehrere Höhleneingänge in den Loserwänden auf unterschiedlicher Höhe begründet ist. Durch das im Karst versickerte Regenwasser füllt sich das Höhlensystem des Losers rasch mit Wasser. Durch den entstandenen Überdruck treten große Wassermassen zutage, wobei die Schüttung bis zu 3000 l/s betragen kann. Ein- bis zweimal jährlich werden für mehrere Stunden, gelegentlich auch über mehrere Tage, gleichzeitig bis zu vier Karstquellen etwa 30 m über dem Talboden aktiv und bilden mit lautem Getöse einzelne Wasserfälle. Diese vereinigen sich zu einem Wildbach, der nach sehr kurzer Fließstrecke in den See strömt. Wesentlich seltener sind die Liager in der Loserwand etwa 100 m über dem Talboden zu beobachten, wo ein kräftiger Wasserstrahl in hohem Bogen aus dem kleinen Höhlenportal eines Liager-Lochs schießt. Dieser Vorgang dauert nur etwa eine Stunde. Gemeinsam mit dem starken unterirdischen Zufluss lassen die Liager den Seespiegel innerhalb von 12 Stunden bis zu 60 cm ansteigen.

## Geologie

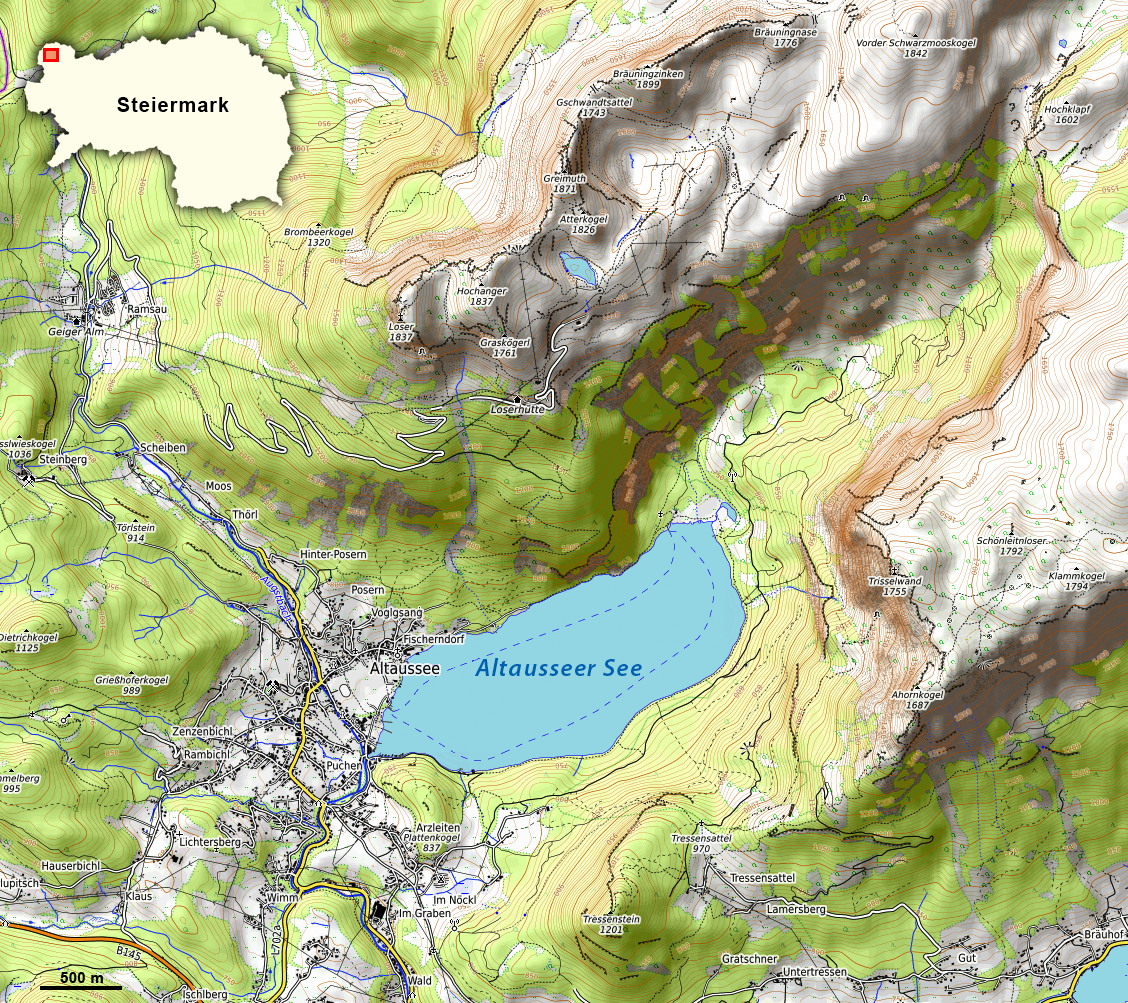
Topografische Karte des Altausseer Sees. Gut ersichtlich das eiszeitlich geformten Trogtal im Nordosten

### Tektonik
Der Altausseer See liegt am Südwestrand der Totengebirgsdecke (Tirolikum) und ist somit ein Teil der Nördlichen Kalkalpen. Diese Deckeneinheit besteht überwiegend aus mesozoischen Kalken und Dolomiten der Trias und des Jura. Im Westteil des Toten Gebirges befindet sich die Schönberggruppe, die durch eine geologisch bedingte tiefe Einbruchsfurche von der Prielgruppe getrennt ist. Diese als Wildenseelinie bezeichnete tektonische Störung verläuft vom Altausseer See über den Hochklapfsattel zum Wildensee und weiter über den Rinnerboden zum Offensee. Der Sockel des Losers besteht aus Dachsteinkalk, der Plattenkogel aus Pedatakalk bzw. -dolomit. Beide Gesteine wurden in der Trias abgelagert. Oberalmer Schichten und Tressensteinkalk bilden die Basis von Trisselwand und Tressenstein und wurden im Jura gebildet. Rund um den See befinden sich Reste von End- und Seitenmoränen.

### Ehemalige Vergletscherung und Entstehung
Während der Eiszeiten floss der Altausseer Gletscher vom Plateau des Toten Gebirges über das Ausseer Becken dem Traungletscher bei Bad Goisern zu. Durch die Gletschereinwirkung entstand im Tal das übertiefte Becken des Altausseer Sees. Vor etwa 16.000 Jahren erfolgte ein kräftiger Wiedervorstoß, der das Zungenbecken erneut ausfüllte und ihm seine heutige Form verlieh. Parallel zum Eisfreiwerden des übertieften Beckens bildete sich am Rand des Eiskörpers ein erster See aus. Auf diese Phase mit dem Eiskörper im Seebecken deutet die hohe Kante der Schuttbildung um das Becken des Altausseer Sees hin. Nach dem endgültigen Verschwinden des Eises stellte sich der Schwemmkegel auf das heutige Seeniveau ein. Die Seefläche war wahrscheinlich ursprünglich größer und erstreckte sich über die Seewiese bis zum Ostersee. In der Nacheiszeit veränderte das Seebecken infolge Verlandung ständig seine Form und wird in einigen zehntausend Jahren wieder verschwunden sein.

## Klima

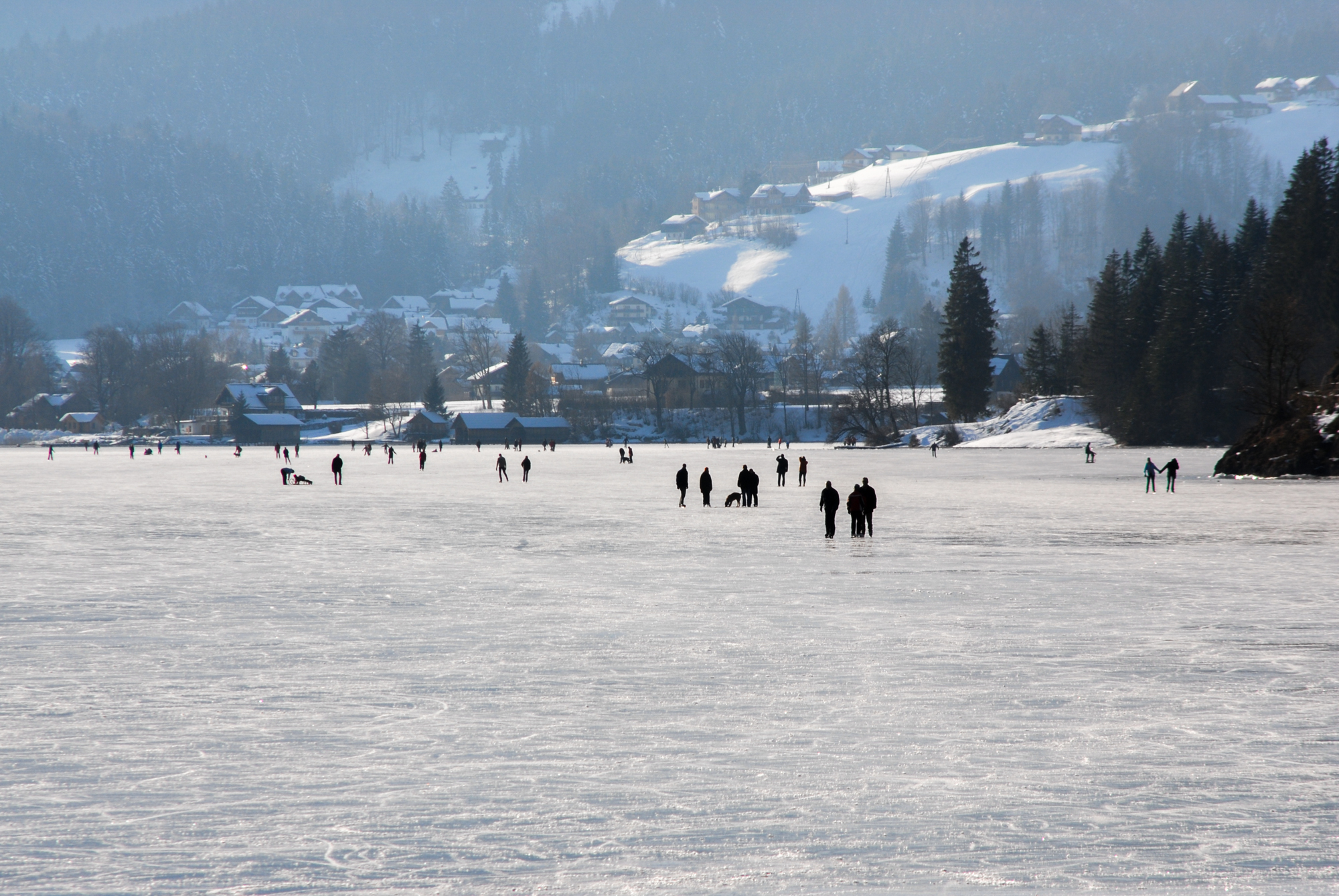
Der See friert im Winter oft vollständig zu wie hier im Dezember 2007.

Die Klimadaten zeigen eine für die nördlichen Kalkalpen typische Temperatur- und Niederschlagsverteilung: kühle und niederschlagsreiche Sommer, mit einem Maximum von 16,2 °C bzw. 220 mm im Juli, und niederschlagsarme Winter, mit einem Temperaturminimum von −2,2 °C im Jänner. Der Niederschlag weist von Dezember bis Jänner ein Nebenmaximum auf. Der Jahresniederschlag betrug 2041 mm mit einer Jahresdurchschnittstemperatur von 7,1 °C. Bedingt durch den oftmaligen Wolkenstau am Rand des Toten Gebirges fällt im Bereich der Schönberggruppe überdurchschnittlich viel Niederschlag. Ein Vergleich mit dem Jahresniederschlag von 1222 mm in Bad Mitterndorf (803 m ü. A.) an der Südseite des Toten Gebirges zeigt bei ähnlicher Seehöhe und einer Entfernung von nur 12 km deutlich die Barrierewirkung des Toten Gebirges. Die Zeitdauer der winterlichen Schneebedeckung liegt im 3 km entfernten Bad Aussee bei etwa 126 Tagen.
|                        | Jan   | Feb   | Mär   | Apr   | Mai   | Jun   | Jul   | Aug   | Sep   | Okt   | Nov   | Dez   |   |      |
| Mittl. Temperatur (°C) | −2,2  | −1,4  | 1,9   | 6,5   | 11,3  | 14,8  | 16,2  | 15,9  | 11,7  | 7,8   | 2,9   | −0,9  | ⌀ | 7,1  |
|                        |       |       |       |       |       |       |       |       |       |       |       |       |   |      |
| Niederschlag (mm)      | 194,0 | 147,0 | 173,0 | 102,0 | 191,0 | 202,0 | 220,0 | 193,0 | 185,0 | 148,0 | 119,0 | 167,0 | Σ | 2041 |

|  |

|  |

|  |

|  |

|  |

|  |

|  |

|  |

|  |

|  |

|  |

|  |

|  |

|  |

|  |

|  |

|  |

|  |

|  |

|  |

|  |

|  |

|  |

|  |

## Limnologie

### Zirkulation

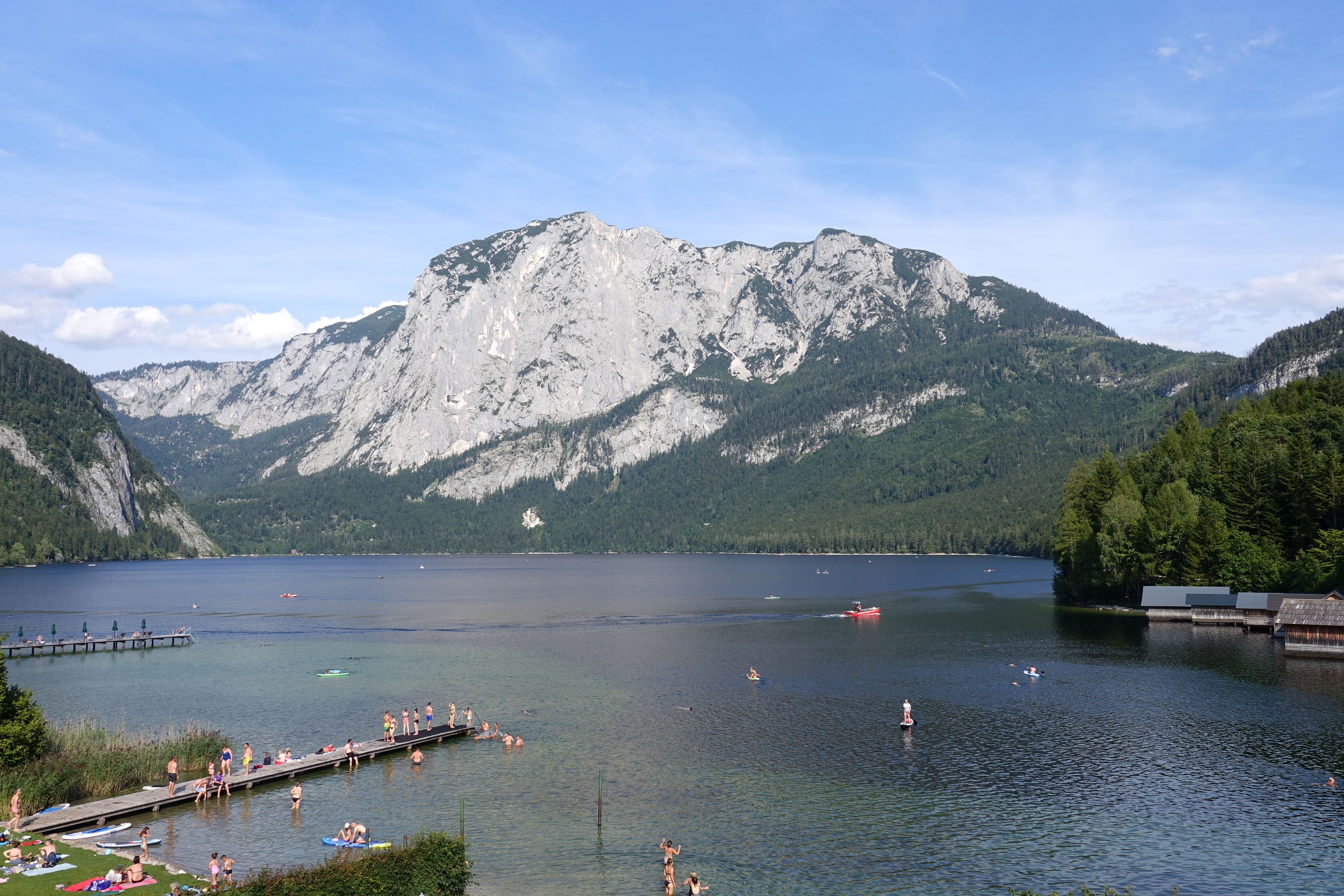
Vor allem im Sommer wird der See wegen milder Wassertemperaturen zum Baden genutzt (2021)

Der Altausseer See ist ein dimiktischer See. Im Frühjahr nach der Eisschmelze durchmischt sich der Wasserkörper und bringt sauerstoffreiches Wasser in die Tiefe. Im Sommerhalbjahr bildet sich eine ausgeprägte Sprungschicht und nur die Oberflächenschicht erwärmt sich, im Herbst kommt es erneut zur Durchmischung, der die Eisbildung folgt. Im Altausseer See liegen strenge Schichtungsverhältnisse vor. Das Epilimnion weist nur eine sehr geringe Mächtigkeit von etwa 2 Meter auf. Das Metalimnion liegt in etwa 5 m Tiefe. Das gleichförmig temperierte Hypolimnion beginnt schon bei 10 m. Die auffallend hohe Lage des Metalimnions ist auf die verhältnismäßig windgeschützte Lage und eine nur mäßige Durchflutung des Sees zurückzuführen. Bereits kurz nach der Frühjahrszirkulation beginnen die Wassertemperaturen an der Oberfläche zu steigen und erreichen im langjährigen Oberflächenmittel im August 16,3 °C. Für die Jahre 2000 bis 2006 ergibt sich hingegen eine mittlere Augusttemperatur von 18,4 °C und damit ein um fast 2 °C höherer Wert. Die bisher höchste Wassertemperatur von 21,8 °C wurde während des Sommers 2003 festgestellt. Unterhalb von 15 m Tiefe liegen die Temperaturen bei mittleren 4,6 °C. Bis zur sommerlichen Stagnationsphase erwärmt sich das Hypolimnion durchschnittlich nur mehr um 0,3 °C. Der See ist durchschnittlich an 57 Tagen im Jahr von einer Eisschicht bedeckt.

### Trophie
Der See weist eine niedrige Konzentration an Nährstoffen auf und ist somit oligotroph. Bei Messungen in den Jahren 2000 bis 2006 ergab sich für den Altausseer See ein mittlerer Phosphorgehalt von 6,7 µg/l. Durch die Einleitung ungeklärter Abwässer konnte in den Jahren 1963 bis 1973 ein Eutrophierungstrend festgestellt werden und die Sauerstoffsättigung über Grund nahm bereits ab. Überdies konnten bei bakteriologischen Untersuchungen Salmonellen nachgewiesen werden. Daraufhin setzten Sanierungsmaßnahmen ein, die 1980 mit der Errichtung einer regionalen Verbandskläranlage mit einer dritten Reinigungsstufe im Gemeindegebiet von Bad Aussee beendet wurden. Die hygienische Situation der Badebereiche verbessert sich rasch und der oligotrophe Zustand des Sees konnte erhalten werden. Durch den See verlaufen mehrere Ver- und Entsorgungsleitungen mit denen die Raststätten an der Seewiese und das am Südufer gelegenen Strandcafe an Wasser und die Kanalisation angeschlossen sind. Durch die geringe Phytoplanktonkonzentration und das geringe Algenwachstum beträgt die mittlere sommerliche Sichttiefe 8,9 Meter.

### Plankton
Chlorophylluntersuchungen zufolge ist das Algenwachstum im Altausseer See als sehr gering einzuschätzen. Cryptophyceae und Kieselalgen, hierbei vor allem Arten der Gattung Cyclotella, bilden den Hauptbestandteil des Phytoplanktons. Cyclotella styriaca stellt eine Besonderheit dar, da diese Art bisher nur im Altausseer See und im Grundlsee nachgewiesen wurde. Das Zooplankton ist mit deutlich mehr Biomasse  vertreten. Von den Rotatorien wurden Kellicottia longispina, Keratella cochlearis und Keratella hiemalis häufig festgestellt. Das Crustaceenplankton des Altausseer Sees setzt sich größtenteils aus den Arten Cyclops abyssorum, Eudiaptomus gracilis, Daphnia hyalina und Eubosmina longispina zusammen.

## Flora und Vegetation

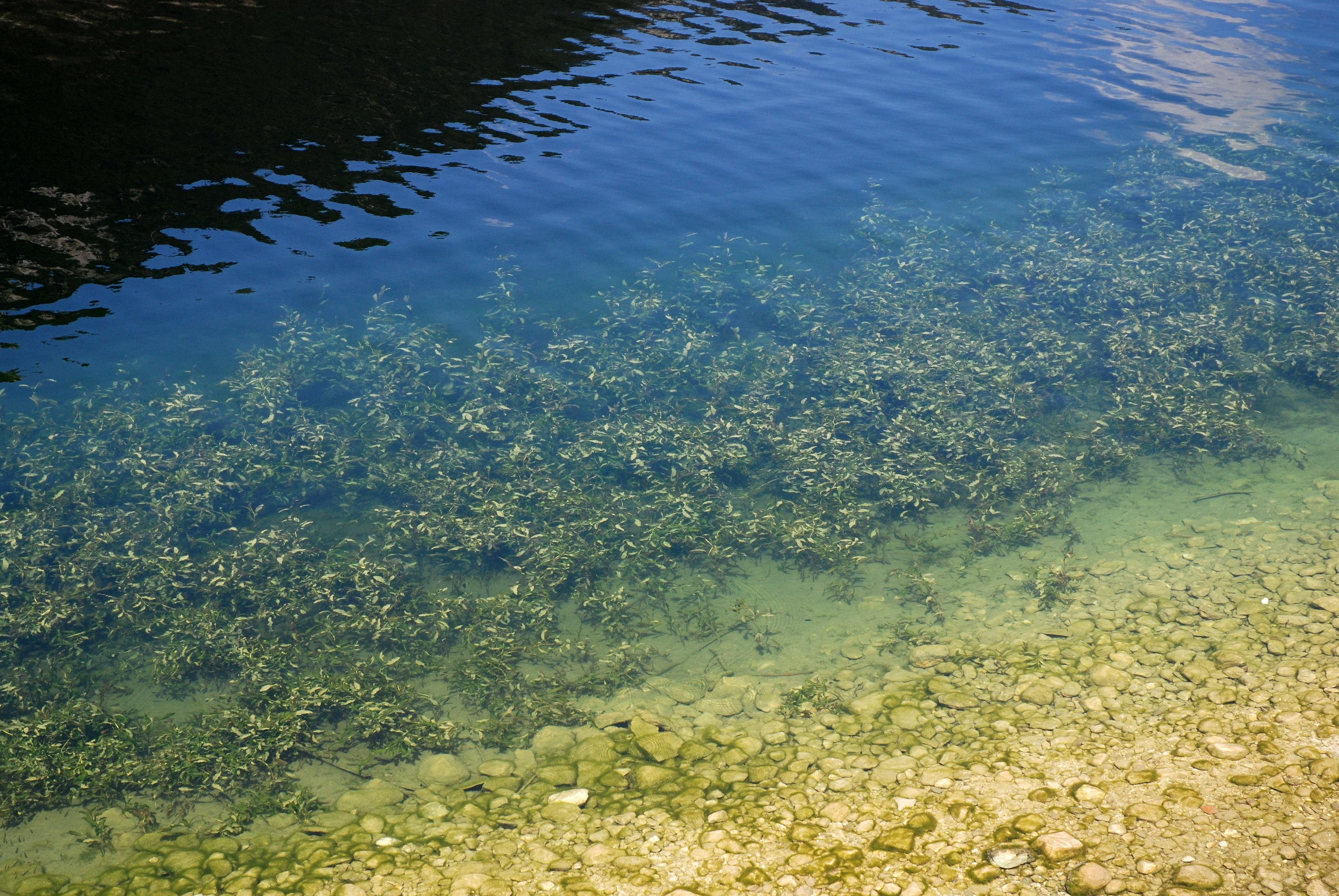
Das Spiegelnde Laichkraut (Potamogeton lucens) ist die häufigste Wasserpflanze im See, Südufer 2013

Die potenzielle natürliche Vegetation an den Uferhängen ist ein Fichten-Tannen-Buchenwald (Aposerido-Fagetum). Durch die jahrhundertelange Förderung der Fichten als Brennholz für die Salinen wurden Tanne und Buche stark dezimiert oder sogar verdrängt. Nur an den trockensten, felsigsten Stellen gedeihen Schneeheide-Rotföhrenwälder (Erico-Pinetum). In der Seewiese, einer durch Mahd und Beweidung entstandenen baumfreien Fläche, befinden sich Hochstauden wie Echtes Mädesüß (Filipendula ulmaria), Kletten-Ringdistel (Carduus personata) und Blauer Eisenhut (Aconitum napellus). In der Wiese um das Jagdhaus blühen in der zweiten Maihälfte viele Stern-Narzissen (Narcissus radiiflorus). Am Ufersaum der Seewiese wächst der sehr seltene Ufer-Hahnenfuß (Ranunculus reptans). Er kommt in Österreich nur dort und am Ufer des Bodensees vor. Auf den sehr trockenen, steilen und südexponierten Hängen der Bauchigen Steinwänd im Uferbereich wächst das Berg-Laserkraut (Laserpitium siler), die einzige Wirtspflanze der in Österreich sehr seltenen Bergkümmel-Sommerwurz (Orobanche laserpitii-sileris). Dieser Vollschmarotzer gelangt dort nur in feuchten Jahren zur Blüte.
Im Altausseer See kommen in den flacheren Uferbereichen Spiegelndes Laichkraut (Potamogeton lucens), Alpen-Laichkraut (Potamogeton alpinus), Kamm-Laichkraut (Stuckenia pectinata), Berchtolds Zwerg-Laichkraut (Potamogeton berchtoldii) und Haarblättriger Wasserhahnenfuß (Ranunculus trichophyllus) stellenweise in größeren Beständen vor. Nur lokal wachsen Gras-Laichkraut (Potamogeton gramineus) im Schilfbestand (Phragmites australis) am Nordufer und der Sumpf-Teichfaden (Zannichellia palustris) am Ufer nahe der Kirche. Auffallend sind dichte Armleuchteralgen-Rasen auf dem ehemaligen Schwemmkegel des Augstbaches.

## Fauna
Der Fischbestand des Altausseer Sees setzt sich aus folgenden Arten zusammen: Aalrutte (Lota lota), Aitel (Squalius cephalus), Elritze (Phoxinus phoxinus), Flussbarsch (Perca fluviatilis), Seeforelle (Salmo trutta) und Seesaibling (Salvelinus umbla). Der Flussbarsch kam ursprünglich nicht im See vor. Auf dem ehemaligen Schwemmkegel des Augstbaches lebt vereinzelt die Gemeine Teichmuschel (Anodonta anatina). Häufig ist zudem das Grüne Gallertkugeltierchen (Ophrydium versatile).
Im Gebiet wurden rund 6 Arten von Wasservögeln nachgewiesen. Neben den häufigen Jahresvögeln Blässhuhn (Fulica atra), Höckerschwan (Cygnus olor), Stockente (Anas platyrhynchos) und  Reiherente (Aythya fuligula) zählt auch der Haubentaucher (Podiceps cristatus) zu den Brutvögeln. Der Silberreiher (Ardea alba) lebt ebenfalls am See.

## Naturschutz

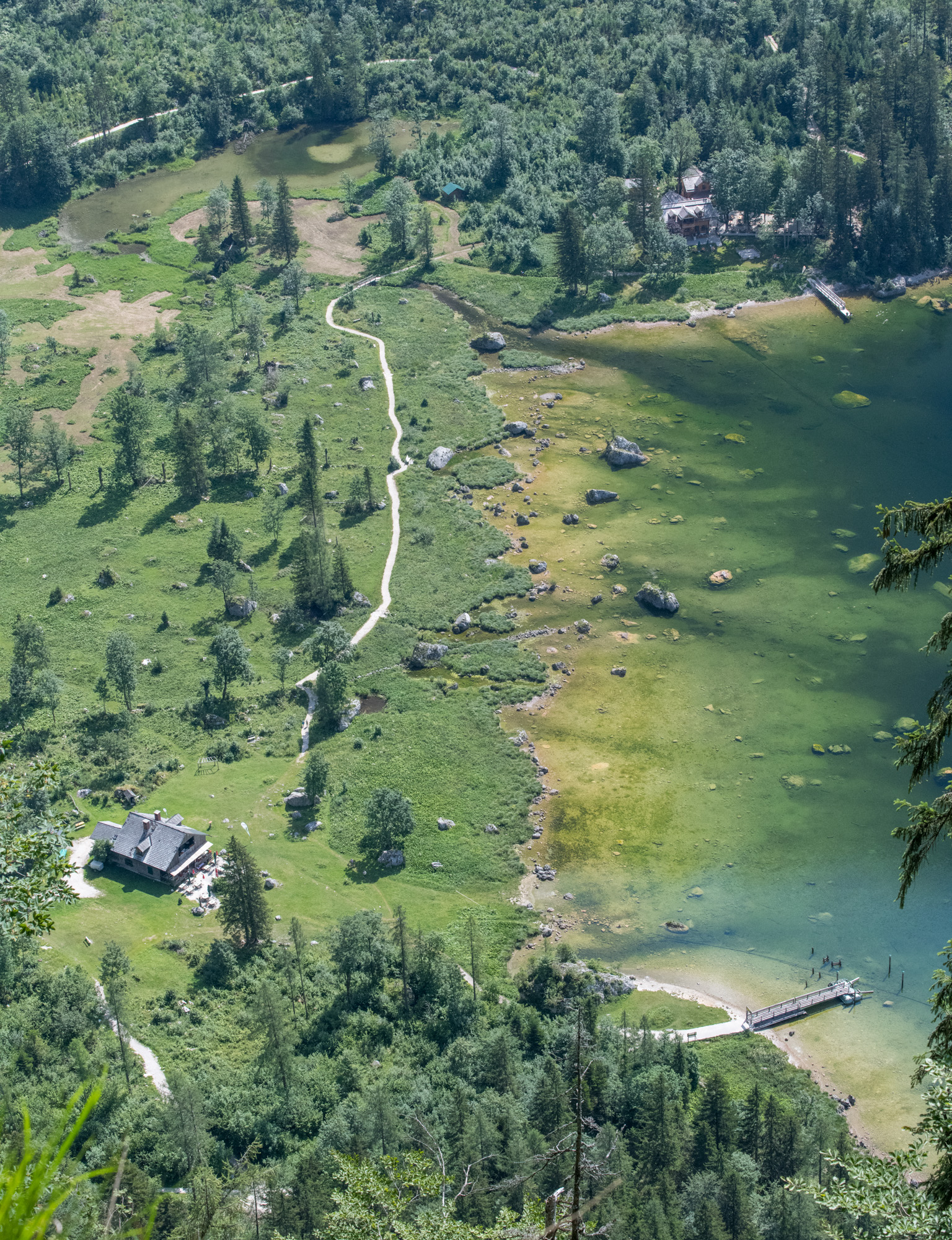
Die seichten Lacken der Seewiese sind ein wichtiger Lebensraum für Jungfische

Der See bietet mit seinen weitgehend unverbauten Ufern mit angrenzenden Feuchtgebieten und bewaldeten Steilhängen Lebensräume für viele Tier- und Pflanzenarten und das Gebiet steht seit 1959 unter Naturschutz. Das Naturschutzgebiet Altaussee (NSG-a03) umfasst eine Fläche von 242 Hektar und erstreckt sich bis auf eine Höhe von 1600 m ü. A. 2006 wurde das Europaschutzgebiet Totes Gebirge mit Altausseer See Europaschutzgebiet Nr. 35 gemäß FFH- und Vogelschutzrichtlinie als Teil des Netzwerks Natura 2000 verordnet.

## Forschung
Die Walter Munk Foundation for the Oceans fördert Forschungsprojekte im Bereich Limnologie, Ökologie und Unterwasserarchäologie am Altausseer See. Zusammen mit der Universität für Bodenkultur Wien wurde 2019 mittels eines hochauflösenden Fächerecholots ein detailreiches 3D-Modell des Seebodens erstellt. Es zeigt unter anderem Sedimentformationen verschiedenster Art, große Felsblöcke, kraterförmige Unterwasserquellen und rund 100 stehende Baumstämme mit Höhen von einem bis etwa fünfzehn Meter über den kompletten See verteilt. Im Sommer 2022 wurde eine 10 Meter hohe Weiß-Tanne (Abies alba) aus dem See geborgen. Durch die Kombination von Dendrochronologie und Radiokarbonmethode konnte das Alter exakt bestimmt werden. Der Baum weist 247 Jahresringe auf und ist 859 nach Christi abgestorben. Der Wurzelstock der Tanne kann am Nordufer besichtigt werden. Wie die rund 100 Baumstämme in den See gekommen sind – etwa durch ein tektonisches Ereignis, oder ob sie an Ort und Stelle gewachsen sind – wird Gegenstand weiterer Untersuchungen sein.

## Wirtschaft

### Fischerei

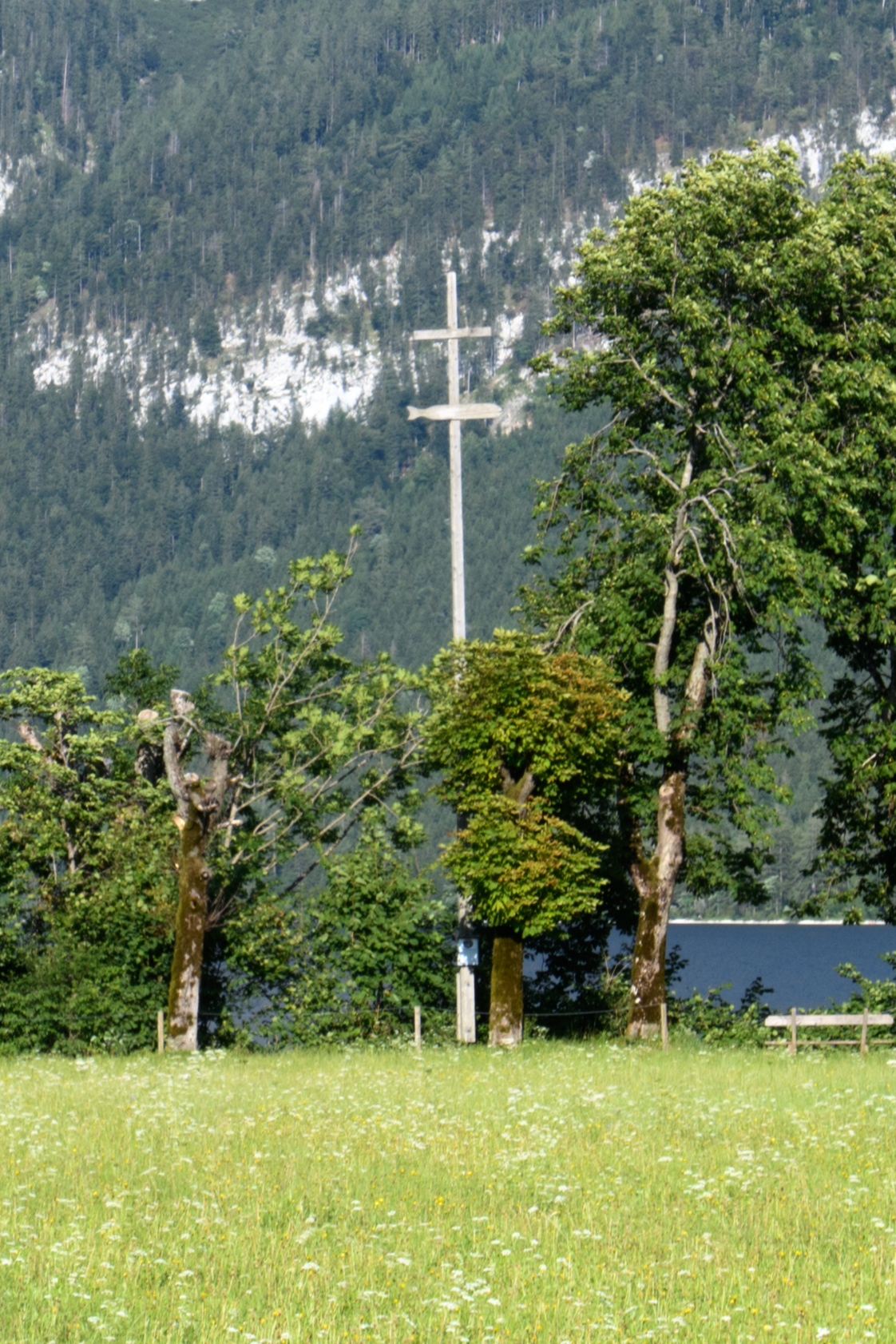
Das Fischerkreuz am Westufer

Erste schriftliche Aufzeichnungen der Seefischereien in Altaussee reichen bis ins 13. Jahrhundert zurück. In Altaussee gehörte die Fischerei der landesfürstlichen Herrschaft Pflindsberg und wurde ausschließlich durch einige, damals fischzinspflichtige und daher fischereiberechtigte, Einwohner des Ortes Fischerndorf ausgeübt. Die Fischerei geschah wohl zunftmäßig, darauf deutet der Name Fischerndorf hin. Die Anteile der Fischrechte waren nach der Größe des Grundbesitzes der berechtigten Bauern zugeteilt. In Altaussee ist das Fischrecht erblich. Der See ist im Besitz der Österreichischen Bundesforste, die Rechte der Fischer sind jedoch im Grundbuch eingetragen und seit Generationen im Besitz der ansässigen Familien. Die Seefischerei wird bis heute professionell betrieben. Der Altausseer See ist für besonders große Saiblinge und Forellen bekannt. Der Seesaibling stellt rund 90 % des Gesamtfanges dar. Im seichten, strömenden Wasser seeseits der Seeklause befindet sich das wichtigste Laichgebiet der Seeforellen, die von Oktober bis Dezember ablaichen. Um das Abwandern der Fische in die Traun zu verhindern, werden während der Laichzeit Gitter unter der Brücke aufgestellt. Bei der Lechthütte am Südostufer befindet sich ein Laichschongebiet (Laichschonstätte). Die Saiblinge laichen dort von Oktober bis November auf schlammfreien Schotterbänken in etwa 20 m Tiefe. Um den Saiblingbestand zu fördern, wird ein Teil der Fische bei sogenannten Lechtpartien mit Netzen gefangen, die Eier werden ausgestreift und befruchtet um daraus Jungfische zu ziehen. Im Sommer werden diese wieder in den See entlassen. Das Fischerkreuz am Westufer diente früher zum leichteren Auffinden der Laichplätze, und somit der besten Fanggebiete, des Seesaiblings. Die Fischer fuhren mit einer Plätte an die Stelle an welcher der Granzling, die Spitze der Plätte, das Fischerkreuz und der Dietrichskogel eine Linie bildeten. Hierbei musste darauf geachtet werden, dass das Kreuz am Horizont auf dem Kogel zu liegen kommt. Früher war das Fischerkreuz freistehend und von allen Seiten gut sichtbar. Heute ist es hinter hohen Bäumen verschwunden.
Der  Flussbarsch (Perca fluviatilis) war ursprünglich nicht im See heimisch, sondern gelangte Ende der 1980er Jahre aus bislang ungeklärter Ursache in das Gewässer. Als Fremdfischart veränderte er das Gewässerökosystem und richtete Schaden am Bestand der Elritzen und Seesaiblinge an, von deren Laich er sich ernährt. Um das Gleichgewicht wieder herzustellen, wird versucht, die Population des Flussbarsches zu verkleinern. Dies geschieht unter anderem mit versenkten Fichtenzweigen, an denen der Barsch laicht. Die Zweige werden geborgen und die Fischeier vernichtet.

### Schifffahrt

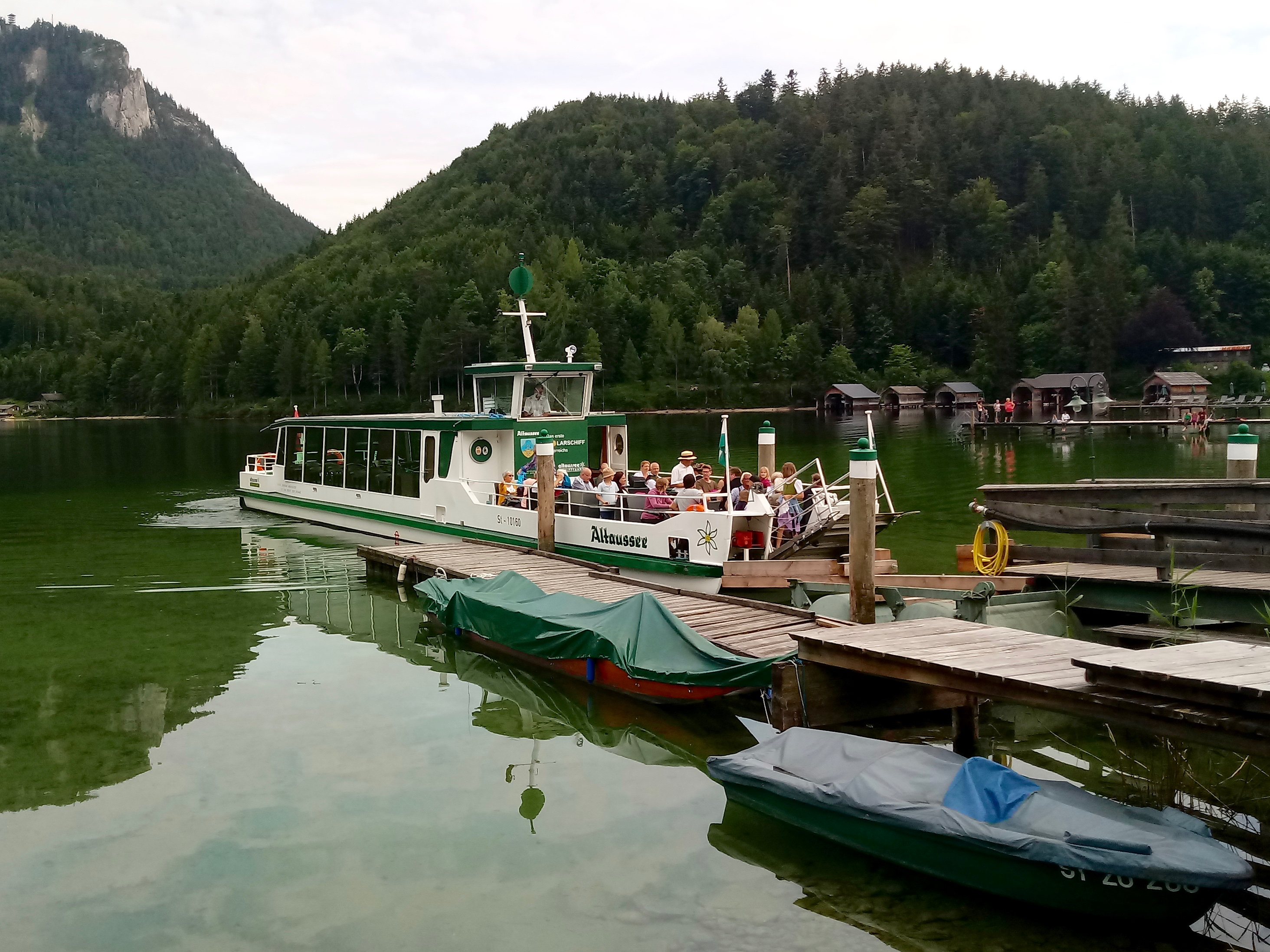
Die Altaussee 2019

Das Unternehmen Stern Schifffahrt GmbH mit Sitz in Gmunden betreibt die Schifffahrt am Altausseer See. Es verkehren regelmäßig Boote zwischen der Anlegestelle Madlmaier in Altaussee und der Anlegestelle Seewiese am Nordostufer. Am 7. Mai 2011 nahm die Altaussee, der erste solar-elektrisch betriebene Katamaran Österreichs, am See den Betrieb auf. Das Schiff hat Platz für 80 Passagiere. Seit 2018 bietet das Unternehmen auch Plättenfahrten samt Schiffsführern an. Am Altausseer See, wie auf allen Seen des inneren Salzkammergutes, besteht ein Verbot von Verbrennungsmotoren auf Schiffen und Booten. Ausgenommen sind Berufsfischerei, Linienschifffahrt und Fahrzeuge der Rettung und Feuerwehr.

### Tourismus
Der Altausseer See ist wegen seiner schönen Lage ein beliebtes Ausflugsziel. In Altaussee existiert eine ausgeprägte touristische Infrastruktur mit Beherbergungs- und Bewirtungsbetrieben. Das Jagdhaus Seewiese am Nordostufer war ursprünglich im Besitz der Familie Hohenlohe-Schillingsfürst und wird heute als Bewirtungsbetrieb geführt. Es enthält ein kleines naturkundliches Museum im ersten Stock, in dem der Altausseer See und die zahlreichen Fossilien der Region im Mittelpunkt stehen. Im Süden der Seewiese wurde eine aus den 1900er Jahren stammende Gastwirtschaft von Dietrich Mateschitz erworben und im Mai 2018 im örtlichen Stil neu errichtet. Der Großteil des Ufers ist frei zugänglich. Öffentliche Badestege befinden sich beim Parkplatz Seeklausanger und beim Seepark in Altaussee. Der Altausseer See ist auch zum Eislaufen und Eisstockschießen geeignet, da er im Winter oft vollständig zufriert. Während des mehrtägigen Narzissenfests Ende Mai/Anfang Juni findet jedes dritte Jahr ein Bootskorso am Altausseer See statt. Hierbei werden mit Stern-Narzissen verzierte Skulpturen zur Schau gestellt.

## Geschichte

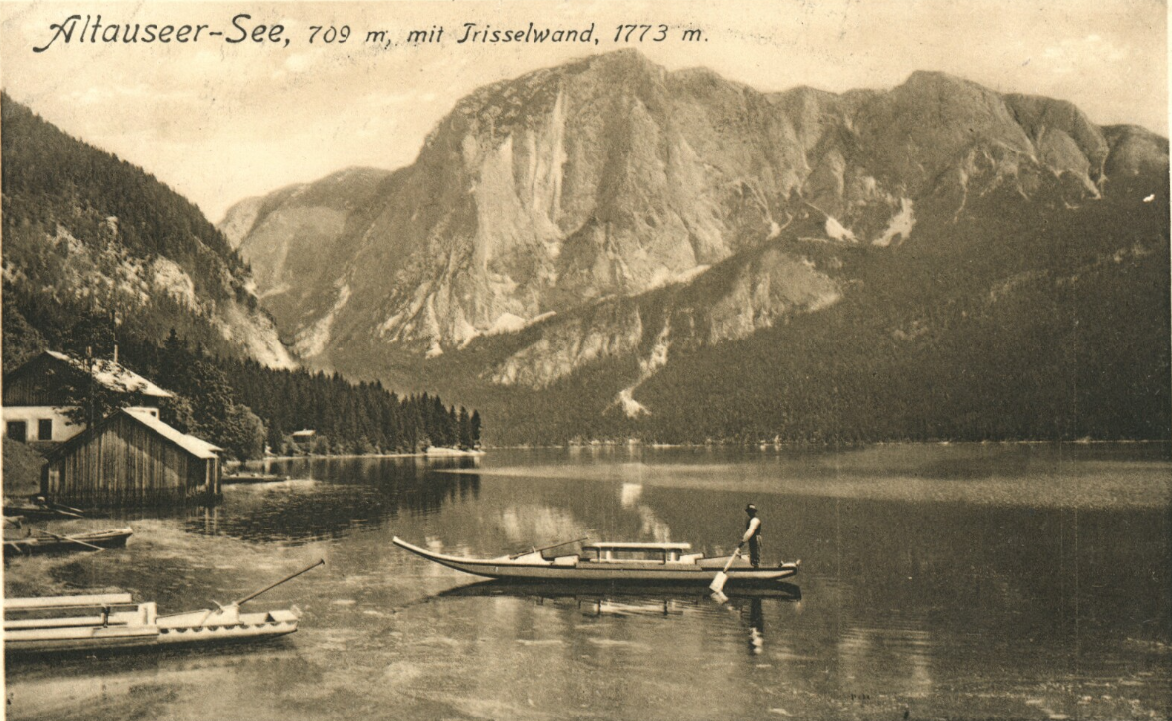
Altausseer See um 1910

Wie an allen Seen des inneren Salzkammerguts war auch am Ausfluss des Altausseer Sees eine Klause zur Holztrift vorhanden, da dort mit relativ geringen Mitteln sehr große Wassermengen gespeichert werden konnten. Erstmals wurde sie in der Waldbeschau von 1561 erwähnt. Ein Neubau ist für das Jahr 1633 überliefert. Zu dieser Zeit bestand sie noch vollständig aus Holz. Ab 1781 wurde die Seeklause mit Quadersteinen neu erbaut. Zum Auffangen des geschwemmten Holzes existierte auch ein Außenrechwerk, das vermutlich bereits um 1300 erbaut wurde. Nach Auflassung des Sudbetriebes im Markt Aussee 1867 war der Rechen funktionslos geworden. Die letzte Trift auf der Altausseer Traun fand 1882 statt. Die Klause wurde vermutlich bei einem Hochwasser 1899 zerstört. Die letzten Reste des Rechens wurden bei den Verbauungsmaßnahmen nach den Katastrophenhochwässern 1897 und 1899 beseitigt.
In den letzten Kriegstagen des Zweiten Weltkriegs wurde ein Lastkraftwagen am Nordufer versenkt. Dieser besteht heute nur mehr aus Bruchstücken, die über eine Fläche von etwa 20 × 40 m verteilt sind.

## Der Altausseer See in der Kunst

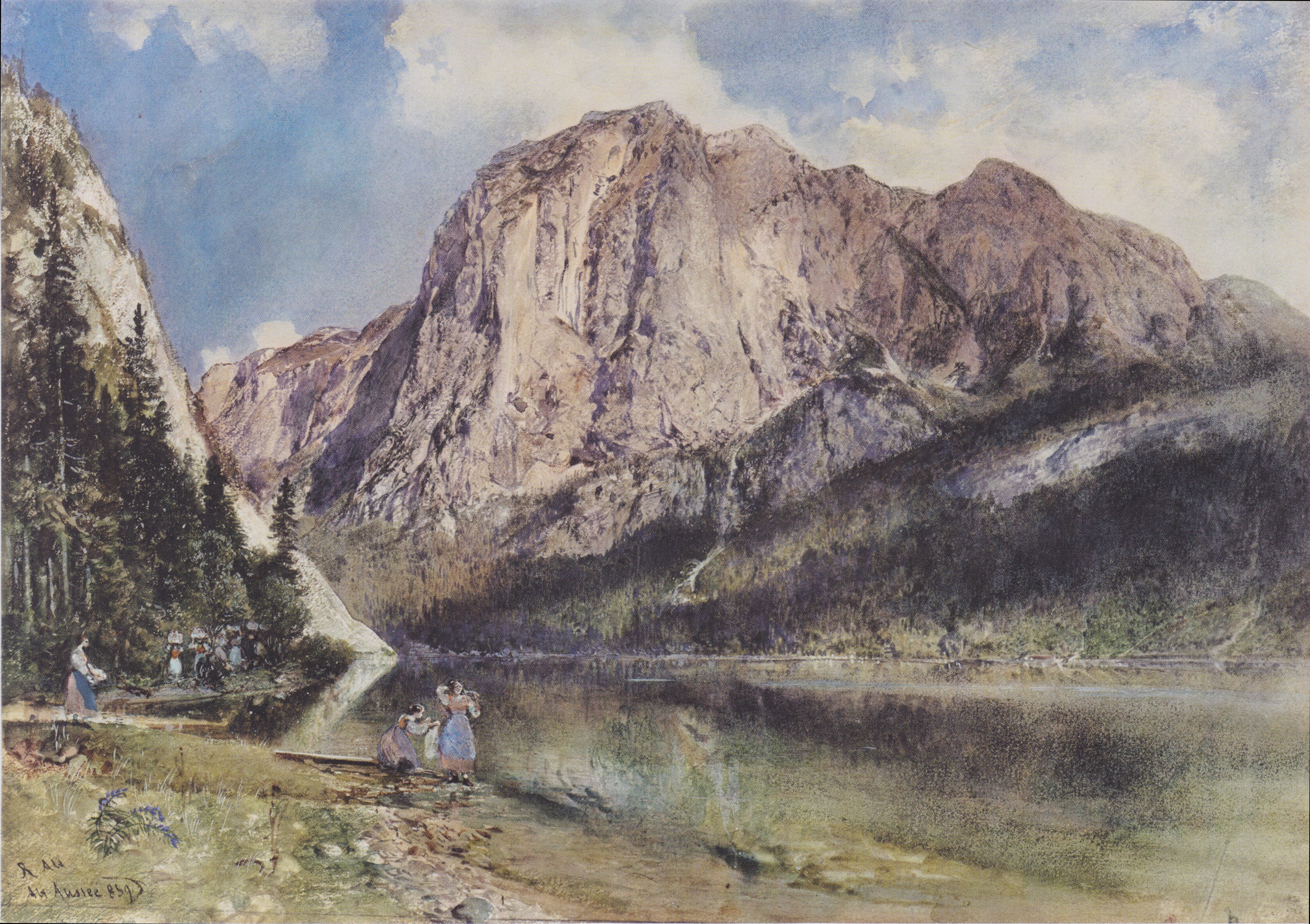
Rudolf von Alt: Altausseer See mit Trisselwand, 1839

Gleichzeitig mit der Niederlassung des Adels im Ausseerland zog auch Altaussee immer mehr Schriftsteller, Maler und Musiker an. Ab der Mitte des 19. Jahrhunderts entwickelte sich Altaussee zu einer „Heimat der Schriftsteller“. Raoul Auernheimer vergleicht in seiner Autobiographie Das Wirtshaus zur verlorenen Zeit den See mit einem Tintenfass, in das die „im Kreise herumsitzenden Dichter ihre Federkiele tauchten“. Der Einfluss des Sees ist im Literaturmuseum Altaussee dokumentiert.
Der See und das Jagdhaus Seewiese waren 2015 Drehorte für den James-Bond-Film Spectre.